# Idaea lilacaria
Idaea lilacaria là một loài bướm đêm trong họ Geometridae.